# Spider Player
Spider Player — многофункциональный аудиоплеер для Microsoft Windows с закрытым исходным кодом построенный на популярном аудиодвижке Bass audio library и его дополнений.

## Описание
Первая стабильная версия была написана на Delphi в апреле 2006 года Виталием Кравченко, но спустя некоторое время это стало коллективным проектом, распространяющимся под торговой маркой VIT Software, LLC.
Проигрыватель имеет простой и интуитивно понятный графический пользовательский интерфейс, а также большое количество обложек, поддерживает большое количество форматов файлов мультимедиа, имеет небольшой размер и оптимизирован для быстрого запуска, а также на минимальную нагрузку на ресурсы системы, конвертирует из одного формата файла в другой, имеет встроенный редактор тегов, широкополосный эквалайзер, позволяет слушать/записывать интернет-радио и способен работать под управлением 32-битных и 64-разрядных операционных систем Microsoft Windows.

## Возможности
Возможности программы, заявленные на официальном сайте:
- Поддержка Unicode.
- Воспроизведение распространенных аудиоформатов (MP1, MP2, MP3, MP4, M4A, AAC, AAC+, AC3, MPC, MP+, MPP, Ogg Vorbis, FLAC, Ogg FLAC, TTA, APE, WavPack, Speex, WAV, CDDA, WMA, MID, RMI, KAR, S3M, XM, MOD, IT, MO3, MTM, UMX).
- Конвертирование аудио в форматах MP3, WMA, WAV, OGG, FLAC, WavPack.
- Поддержка плей-листов ASX, M3U и PLS.
- Многоязычная поддержка.
- DSP.
- Настройка горячих клавиш.
- Редактор тегов.
- Поддержка многоканального аудио.
- Широкополосный эквалайзер.
- Минимальное потребление системных ресурсов.
- Визуализация.
- Поддержка Last.fm.
- Быстрый поиск композиций в плей-листе.
- Мониторинг URL ссылок в буфере обмена.
- Кроссфейдинг.
- При установке в режиме «Portable Installation» Spider Player полностью переносим.
- Поддержка плагинов.
- Возможность установки индивидуальной иконки для каждого типа файла.
- Скины.
- Поддержка 32/64-битных систем.
- Воспроизведение потокового содержимого (интернет-радио).

## Отличия версий
Программа поставляется в двух редакциях: Basic и Pro.
| Отличия                    | Basic                    | Pro                                          |
| -------------------------- | ------------------------ | -------------------------------------------- |
| Запись радио               | 5-минутный лимит записи  | Безлимитная запись                           |
| Запись без потери качества | Нет                      | Есть                                         |
| Аудиоконвертер             | 1 композиция за один раз | Неограниченное количество файлов за один раз |
| CD Ripper                  | 1 трек за один раз       | Копировать сразу все треки Audio CD          |
| Собственные кодировщики    | Нет                      | Да                                           |
| Поддержка Last.fm          | Нет                      | Да                                           |

В настоящее время SpiderPlayer Pro, распространявшийся ранее по Shareware-лицензии, является бесплатным.

## Портативная версия
Spider Player Portable это специальная версия Spider Player, предназначенная для работы со сменных носителей информации, таких как USB флэш-диска, Memory Stick, портативных аудиопроигрывателей и прочих устройств.